# Scissor Sisters
Scissor Sisters es un grupo musical estadounidense formado en Nueva York en 2000 y que ha gozado de gran éxito en Reino Unido y Australia.[cita requerida]
Sus influencias musicales abarcan la música disco, glam rock/pop y el ambiente de los centros nocturnos de la ciudad de Nueva York. El nombre del grupo viene de una postura sexual entre mujeres (Hacer la tijera). Su nombre originalmente era Dead Lesbian and the Fibrillating Scissor Sisters (Lesbiana muerta y las fibrilantes hermanas tijeras).
El 24 de octubre de 2012, durante una presentación en el Roundhouse en Londres, la banda anunció un descanso indefinido de la música, ya que tienen planes para trabajar juntos nuevamente en el futuro y quieren centrarse en sus proyectos en solitario.

## Integrantes
Los miembros de la banda son:
- Jake Shears (su nombre verdadero es Jason Sellards) - Voz (2001–2012; 2017; 2024–presente)
- Babydaddy (su nombre verdadero es Scott Hoffman) - Bajo, teclado, coros, guitarra (2001–2012; 2017; 2024–presente)
- Del Marquis (su nombre verdadero es Derek Gruen) - Guitarra principal (2001–2012; 2017; 2024–presente)

Exmiembros:
- Paddy Boom (su nombre verdadero es Patrick Seacor) - Batería, percusiones (2001-2008)
- Ana Matronic (su nombre verdadero es Ana Lynch) - Voz, percusiones, "Mistress of Ceremonies" (2001–2012; 2017)
- Randy Real (su nombre verdadero es Randy Schrager): Batería, percusiones (2001–2012; 2017)

En presentaciones en vivo han incluido a John "JJ" Garden, hijo de Graeme Garden de The Goodies, en el teclado/guitarra.

## Historia
El núcleo del grupo se formó en el año 2000, cuando Jake Shears conoció a Babydaddy mientras visitaba a un amigo en Kentucky. Empezaron a tocar música juntos pero no tuvieron buena acogida por parte del público.[cita requerida]
Después de mudarse a Nueva York, el dúo conoció a Ana Matronic en un cabaret en halloween. El grupo pronto empezó a realizar presentaciones y conocieron a Del Marquis, mientras Shears trabajaba como estríper en un pequeño bar llamado I.C. Guys en East Village.[cita requerida]
Después de convertirse en un cuarteto, la banda firmó con la discográfica independiente A Touch of Class y grabaron el sencillo “Electrobix”, el cual tiene como b-side una versión del clásico de Pink Floyd “Comfortably Numb”. Paddy Boom se unió a Scissor Sisters después de que ellos hicieran un anuncio en el cual buscaban un batería, aunque se usó una máquina para la mayoría de las canciones en su primer álbum, Paddy tocó la batería y la percusión en las siguientes grabaciones.[cita requerida]
En septiembre de 2003 fueron acreditados como los que mezclaron una de las versiones del sencillo “Good Boys” de Blondie, el cual aparece en el sencillo de vinilo.[cita requerida]

## Álbum debut y llegada al éxito (2003-2005)
Su versión del tema “Comfortably Numb” fue notada en el Reino Unido cuando fue elegida por DJs en electroclubs. La canción llamó la atención de la discográfica Polydor, la cual los contrató.
El primer sencillo del grupo en la nueva discográfica fue “Laura”, esta fue lanzada en 2003 y alcanzó el puesto 54 en el Reino Unido, recibiendo poca atención, con la excepción de la revista musical británica New Musical Express, el programa V Gram. Norton y el programa Popworld, por el cual fueron entrevistados.
La canción también fue reproducida varias veces en las radios australianas. La canción “It Can’t Come Quickly Enough” apareció en la banda sonora del filme Party Monster.
Su primer éxito fue en 2004 cuando lanzaron “Comfortably Numb” con Paul Leschen en el piano y en el teclado, alcanzando el puesto #10 en el Reino Unido. Este éxito fue seguido por “Take Your Mama” (#17 en el Reino Unido), luego relanzan el sencillo “Laura” y alcanza el #12 en el Reino Unido, la balada “Mary” llega al puesto 14 y el himno hedonista “Filthy/Gorgeous” alcanza el #5 en el Reino Unido.
Todos esos sencillos pertenecen a su álbum Scissor Sisters, el cual alcanzó el puesto #1 en el Reino Unido y se convirtió en el álbum mejor vendido del año 2004, superando al disco de Keane “Hopes and Fears” por solo 582 copias. Hasta el año 2006 fue el décimo álbum mejor vendido del siglo XXI y el álbum #51 con mayores ventas en el Reino Unido.
A pesar del éxito en el Reino Unido (al cual ellos se refieren como su casa espiritual), el grupo ha tenido sólo un impacto moderado en el público estadounidense. Take Your Mama se hizo popular en las estaciones de pop. Filthy/Gorgeous fue exitosa en los clubes homosexuales y fue incluida en la banda sonora de Tony Hawk's American Wasteland.
El álbum fue prohibido en las estanterías de la supercadena Wal-Mart en Estados Unidos debido a su fuerte contenido. La banda mostró su insatisfacción con esa decisión en varias ocasiones. Jake Shears se escucha en un concierto del DVD del grupo diciendo lo siguiente: “Wall-Mart no quiere vender nuestro álbum…, pues, ¿saben qué? ¡Que se joda Wal-Mart!”

## Ta-Dah (2005–2007)
La grabación de su segundo álbum, Ta-Dah comenzó a mediados del 2005, en Discoball, en algunas presentaciones tocaban fragmentos de sus nuevas canciones, incluyendo “Everybody Wants The Same Thing” interpretada en el concierto Live 8, “Paul McCartney”, “I Can't Decide”, “Hybrid Man”, “Forever Right Now” y “Hair Baby”.
El grupo cumplió uno de sus sueños cuando Elton John colaboró con ellos como pianista y coescritor en “I Don't Feel Like Dancin'”. La canción alcanzó el #1 en el Reino Unido el 10 de septiembre de 2006 y se mantuvo en la cima por cuatro semanas consecutivas. También fue número 1 en Australia.
Elton John también contribuyó en la canción “Intermission” del álbum Ta-Dah y tocó el piano en el demo “Bad Shit”
Ta-Dah fue lanzado el 18 de septiembre de 2006 en el Reino Unido y el 26 de septiembre en Estados Unidos. Según Jake Shears, el disco es una combinación de la música de los años 60, glam rock y disco.
En 2006 participaron en la gira Touring The Angel de Depeche Mode.
Su primer gran concierto en el Reino Unido para promover su segundo álbum tomó lugar en el club KOKO el 31 de agosto de 2006 y fue filmado por MTV.
El disco alcanzó el #1 en el Reino Unido en su primera semana de lanzamiento.
“Land of a Thousand Words” fue lanzada como segundo sencillo y alcanzó el #19 en UK.
“She's My Man” fue lanzado en febrero de 2007 como tercer sencillo y fue el #29 en UK.
“Kiss You Off” fue el cuarto y último sencillo del disco lanzado en mayo de 2007. En el video se muestra a Ana Matronic en un salón de belleza futurista.

## Night Work (2008-2011)
Al final de su gira mundial en 2007, el grupo confirmó que se tomarían un descanso para trabajar en su próximo álbum. El 13 y 14 de octubre de 2008, estrenaron nuevas canciones en conciertos secretos en Mercury Lounge bajo el nombre de “Queef Latina” (el 13 de octubre) y “Debbie’s Hairy” (el 14 de octubre). Algunas canciones incluidas en el repertorio fueron "Television", "Who's Your Money", "Other Girls", "Major for You", "None of My Business", "Singularity", "Do The Strand", "Who's There", "Not the Loving Kind", "Taking Shape" (con Babydaddy como cantante principal) y "Uroboros". Después Jake Shears anunció en la página oficial de Scissor Sisters que era posible que ninguna de esas canciones estuviera incluida en el nuevo disco, debido a que el grupo no se sentía muy satisfecho con ellas.
El baterista Paddy Boom no estuvo presente en ninguno de esos conciertos y fue reemplazado por Randy Schrager. El 16 de octubre que Paddy Boom salió del grupo de forma amigable.
El grupo contribuyó con una versión del tema “Do The Strand” de Roxy Music para el álbum “War Child Presents Heroes”.
Scissor Sisters pasó la mayor parte de 2008 y 2009 en el estudio. Después de haber trabajo en el nuevo material por aproximadamente 18 meses, decidieron posponer su tercer álbum. Shears explicó “En mi corazón sabía que no estaba bien. Realmente no sabía lo que estaba intentando decir. Me dejó un poco nervioso”
El 8 de mayo de 2009 fue reportado que la grabación había sido “desechada”.
La banda regresó al estudio y empezó a trabajar en nuevas canciones en junio de 2009, las cuales se convirtieron en el reemplazo del álbum Night Work.
Producido en colaboración con Stuart Price, Night Work fue originalmente programado para ser lanzado en marzo de 2010, pero se retrasó hasta el 28 de junio.
El álbum es descrito como “súper sexual y ligero”, Shears sugirió que se incluyeran las canciones “Hollywood Wives” y “Permanent Wave”. Sin embargo cuando el álbum fue anunciado ninguna fue incluida. Se dijo que el primer sencillo era “una canción épica que te hace sentir muy bien”.
“Invisible Light” fue descrita por Ana Matronic como “mágica” en una actualización de su página oficial.
“Night Work” se lanzó el 28 de junio de 2010 y fue precedido por el sencillo “Fire With Fire” el 20 de junio. Según aparece en los agradecimientos del disco, este álbum está dedicado por el grupo a, entre otros, Jodorowsky.

## Magic Hour (2012-presente)
El nuevo álbum de la banda, se titula Magic Hour y fue lanzado el 28 de mayo de 2012. Uno de sus adelantos fue la canción titulada "Shady Love" estrenada el 2 de enero de 2012 en el programa de Annie Mac en la BBC Radio 1. Cuenta con la participación de Azealia Banks y aparece Jake Shears bajo su alias "Krystal Pepsy". El 20 de mayo de 2012, se lanzó su primer sencillo oficial titulado "Only the Horses" y cuenta con la colaboración del productor escocés Calvin Harris. El 30 de mayo de 2012, se lanzó el video musical de su segundo sencillo Baby Come Home. En mayo de 2012, se lanzó una nueva canción promocional en Spotify llamada "Let's Have a Kiki". Posteriormente fue lanzado como su último sencillo oficial, logrando alcanzar el primer puesto en el Hot Dance Club Play de los Estados Unidos.

## Contenido musical
Las letras de las canciones, mayormente escritas por Shears y Babydaddy, son conocidas por su mezcla de ingenio y tragedia. Las canciones de su álbum debut lidian con temas desde el abuso de las drogas entre la comunidad gay (Return to Oz), hasta el profundo amor platónico de Shears por su amiga en la vida real llamada Mary Hanlon (Mary). Mary murió de un aneurisma cerebral en abril de 2006, una noticia que dejó devastado a los miembros de la banda.
Su música puede describirse como una mezcla de Glam rock, Disco y música alternativa. Tienen influencias de: Elton John, ABBA, Bee Gees, Blondie, KC and the Sunshine Band, Duran Duran (la razón por la cual se hicieron músicos, según Ana), Siouxsie and the Banshees (Ana dijo en los BRIT Awards de 2005 que “sin Siouxsie no estaría aquí”), David Bowie, Queen, Kiss, entre otros. Durante un concierto en Brisbane, Australia, Jake Shears declaró que The Beatles había sido una gran influencia para él y que es un gran admirador de Paul McCartney y de Wings.
No les gusta ser clasificados como “una banda gay”. En una entrevista que aparece en el DVD We Are Scissor Sisters… And So Are You, Jake dice “El hecho de que algunos de nosotros seamos gay afecta nuestra música igual que afecta que algunos de los miembros de Blondie sean heterosexuales”.
Algunos de sus admiradores famosos son: Elton John, David Gilmour de Pink Floyd, Roger Daltrey y Pete Townshend de The Who, U2, Thom Yorke de Radiohead, Billy Joel, ABBA, Madonna, Kylie Minogue y Lady Gaga.

## Premios y Prensa
En los BRIT Awards de 2005 ganaron todos los premios a los que fueron nominados: Grupo Internacional, Éxito Internacional y Álbum Internacional (Ana le pidió a Siouxsie que presentara ese premio). Fue la primera vez en la historia de esos premios que un grupo ganaba las tres categorías internacionales. Comenzaron el espectáculo con la canción “Take Your Mama” en el escenario diseñado por The Jim Henson Company. En los premios de 2007, el grupo no ganó ningún premio, pero comenzaron la ceremonia con un homenaje a “I Don't Feel Like Dancin'”.
En 2004 los miembros gay del grupo, Jake Shears, Babbydaddy y Del Marquis, fueron honorados en el Out 100 de la revista Out en “La lista de los 100 gais más intrigantes del año”.
El grupo ganó un GLADD Media Award en la categoría “Artista Musical Más Destacado” el 28 de marzo de 2005. El 2 de julio de 2005 actuaron en Live 8, el repertorio incluyó el tema “Everybody Wants the Same Thing”.
En noviembre de 2006 ganaron el premio alemán Bambi en la categoría “Estrella fugaz”.
Scissor Sisters ha recibido mucha atención en Estados Unidos por parte de VH1 y revistas como Out y Enterteinment Weekly. Han sido entrevistados en el sitio web de VH1 y Del Marquis fue entrevistado para la sección musical de IGN.com.
Un dato conocido es que tienen varias canciones grabadas desde antes del lanzamiento del álbum Scissor Sisters, un ejemplo son: Someone To Touch, Doctor (I’m Only Seeing Dark), Bicycling with the Devil, Electrobix, Monkey Baby, Take Me Out y demos de Laura y Filthy/Gorgeous.

## Imagen
Las portadas del disco y sencillos del álbum debut son obra del ilustrador inglés Spookytim. Las imágenes fueron creadas por una amplia variedad de técnicas y unieron los procesos basados en papel con elementos digitales y fotográficos para reflejar la naturaleza de la música de la banda.

## Impacto popular

### Fans
Varias sociedades de admiradores se han levantado en los foros oficiales. Estas incluyen a “Admiradores de Jake”, “Sociedad de apreciación de Ana Matronic” y el “Scissor Sisters Party Bus”. El grupo tiene una relación íntima con su comunidad de admiradores, incluso hicieron un concierto para un grupo seleccionado de miembros del foro el 14 de agosto de 2005, en el cual varias canciones nuevas fueron estrenadas y los fans tuvieron la oportunidad de conocerlos y darle tarjetas de cumpleaños y regalos a Ana Matronic. En la comunidad de fans, los admiradores que tienen una afinidad especial por Ana, donde son conocidos como “monjas”.

## Produciendo
A finales de 2004, Shears y Babydaddy coescribieron y produjeron el éxito “I Believe in You” para la australiana Kylie Minogue, el cual fue incluido en la compilación “Ultimate Kylie”.
También escribieron el tema nunca lanzado “(Everything) I Know”, el mismo se filtró en noviembre de 2004 y “Ohh (The Blues)”, de la cual permanece sin haberse lanzado la versión de Kylie.
Los Scissor Sisters coescribieron una nueva canción para Kylie titulada “White Diamond”, la cual fue interpretada en su “Showgirl Homecoming Tour” en Australia en noviembre de 2006.
La versión balada de “White Diamond” se hizo disponible como bonus track del álbum "X" de Minogue.
En el año 2006 Babydaddy le hizo un remix a la canción “You Got Me” del grupo VHS or Beta, los cuales son grandes admiradores de Scissor Sisters y han hecho giras juntos.

## Bandas sonoras
La canción Skins fue utilizada en la quinta temporada de la serie Queer as Folk.
La canción I Can't Decide fue utilizada en la serie Doctor Who en el episodio Last of the time Lords.
Las canciones Comfortably Numb y Filthy/Gorgeous aparecen en el episodio Something Borrowed de la serie Torchwood.
Filthy/Gorgeous aparece en la segunda temporada de la serie Nip/Tuck y en la versión estadounidense de Kath & Kim. También aparece en el videojuego Tony Hawk's: American Wasteland.
“Take Your Mama” aparece en la tercera temporada de Big Love y en la primera temporada de la serie Héroes e incluida en el videojuego FIFA 05. "Let's Have a Kiki" del álbum "Magic Hour" es usada en un capítulo de la serie Glee (en su versión cover). 
“Isn't It Strange” aparece en la película “Shrek Forever After” de 2010. La canción Fire with Fire del álbum Night Work de 2010 fue incluida en el videojuego FIFA 11.

## Discografía

### Álbumes de estudio
| Año  | Datos del álbum | Mejor posición en listas | Mejor posición en listas | Mejor posición en listas | Mejor posición en listas | Mejor posición en listas | Mejor posición en listas | Mejor posición en listas | Mejor posición en listas | Mejor posición en listas | Mejor posición en listas | Certificaciones (ventas)                         |
| Año  | Datos del álbum | US                       | US Elec                  | ALE                      | AUS                      | ESP                      | FRA                      | HOL                      | IRL                      | SUE                      | UK                       | Certificaciones (ventas)                         |
| ---- | --- | ------------------------ | ------------------------ | ------------------------ | ------------------------ | ------------------------ | ------------------------ | ------------------------ | ------------------------ | ------------------------ | ------------------------ | ------------------------------------------------ |
| 2004 | Scissor Sisters - Lanzamiento: 2 de febrero de 2004 - Discográfica: Universal / Polydor - Formatos: CD, descarga digital | 102                      | 1                        | —                        | 7                        | 70                       | 100                      | 67                       | 1                        | 13                       | 1                        | - AUS: Platino - UK: 7× Platino - EU: 3× Platino |
| 2006 | Ta-Dah - Lanzamiento: 15 de septiembre de 2006 - Discográfica: Universal / Polydor - Formatos: CD, descarga digital      | 19                       | 1                        | 6                        | 1                        | 21                       | 17                       | 11                       | 1                        | 3                        | 1                        | - AUS: Platino - UK: 4× Platino - EU: 2× Platino |
| 2010 | Night Work - Lanzamiento: 28 de junio de 2010 - Discográfica: Universal / Polydor - Formatos: CD, descarga digital       | 18                       | 3                        | 29                       | 10                       | 28                       | 19                       | 29                       | 11                       | 11                       | 2                        | - UK: Oro                                        |
| 2012 | Magic Hour - Lanzamiento: 28 de mayo de 2012 - Discográfica: Universal / Polydor - Formatos: CD, descarga digital        | 35                       | 1                        | —                        | 27                       | 65                       | 104                      | 68                       | 15                       | —                        | 4                        |                                                  |

### EP
- 2004: Remixed!
- 2010: iTunes Festival: London 2010

### Sencillos
| Año  | Sencillos                                        | Mayor Posición | Mayor Posición | Mayor Posición | Mayor Posición | Mayor Posición | Mayor Posición | Mayor Posición | Mayor Posición | Mayor Posición | Mayor Posición | Álbum           |
| Año  | Sencillos                                        | US Dance       | AUS            | AUT            | DIN            | ALE            | IRL            | HOL            | NOR            | SUE            | UK             | Álbum           |
| ---- | ------------------------------------------------ | -------------- | -------------- | -------------- | -------------- | -------------- | -------------- | -------------- | -------------- | -------------- | -------------- | --------------- |
| 2002 | «Electrobix»                                     | —              | —              | —              | —              | —              | —              | —              | —              | —              | —              | The Demo Album  |
| 2003 | «Laura»                                          | —              | —              | —              | —              | —              | 17             | —              | —              | —              | 12             | Scissor Sisters |
| 2004 | «Comfortably Numb»                               | —              | 73             | —              | —              | 97             | 30             | 84             | —              | 27             | 10             | Scissor Sisters |
| 2004 | «Take Your Mama»                                 | —              | 40             | —              | 12             | 99             | 25             | 80             | —              | 53             | 17             | Scissor Sisters |
| 2004 | «Mary»                                           | —              | —              | —              | —              | —              | 32             | —              | —              | —              | 14             | Scissor Sisters |
| 2005 | «Filthy/Gorgeous»                                | 1              | 29             | —              | —              | —              | 13             | —              | —              | —              | 5              | Scissor Sisters |
| 2006 | «I Don't Feel Like Dancin'»                      | —              | 1              | 1              | 4              | 1              | 2              | 2              | 1              | 1              | 1              | Ta-Dah          |
| 2006 | «Land of a Thousand Words»                       | —              | —              | 40             | —              | 50             | 44             | 60             | 18             | —              | 19             | Ta-Dah          |
| 2007 | «She's My Man»                                   | —              | 39             | 55             | —              | 57             | —              | 94             | 14             | 39             | 29             | Ta-Dah          |
| 2007 | «Kiss You Off»                                   | —              | —              | —              | —              | —              | —              | —              | —              | —              | 43             | Ta-Dah          |
| 2007 | «I Can't Decide»                                 | —              | —              | —              | —              | —              | —              | —              | —              | —              | 64             | Ta-Dah          |
| 2010 | «Fire with Fire»                                 | 1              | —              | 26             | —              | 19             | 16             | —              | —              | 36             | 11             | Night Work      |
| 2010 | «Any Which Way»                                  | —              | —              | —              | —              | —              | —              | —              | —              | —              | 81             | Night Work      |
| 2010 | «Invisible Light»                                | —              | —              | —              | —              | —              | —              | —              | —              | —              | 171            | Night Work      |
| 2012 | «Shady Love» (vs. Krystal Pepsy & Azealia Banks) | —              | —              | —              | —              | —              | —              | —              | —              | —              | —              | Magic Hour      |
| 2012 | «Only the Horses»                                | 5              | —              | —              | —              | —              | 32             | —              | —              | —              | 12             | Magic Hour      |
| 2012 | «Baby Come Home»                                 | —              | —              | —              | —              | —              | —              | —              | —              | —              | —              | Magic Hour      |
| 2012 | «Let's Have a Kiki»                              | 1              | —              | —              | —              | —              | —              | —              | —              | —              | 119            | Magic Hour      |

### Como remixers
- 2001: Robbie D. – Lotion (Spread After Midnight Mix)
- 2002: The Ones – Superstar (Scissor Sisters Fallen Star Remix)
- 2003: Blondie – Good Boys (Scissor Sisters' Gyad Byas Myax Ya Mix)
- 2004: Pet Shop Boys – Flamboyant (Scissor Sisters Silhouettes And Shadows Mix)
- 2004: Bucci Bag – More Lemonade (Scissor Sisters Sticky Tits Mix)
- 2008: The B-52's – Funplex (Scissor Sisters Witches At The Wet Seal Remix)
- 2012: School of Seven Bells – Lafaye (Scissor Sisters Remix)
- 2012: Ladyhawke – Sunday Drive (Scissor Sisters Remix)